# Người cổ xưa

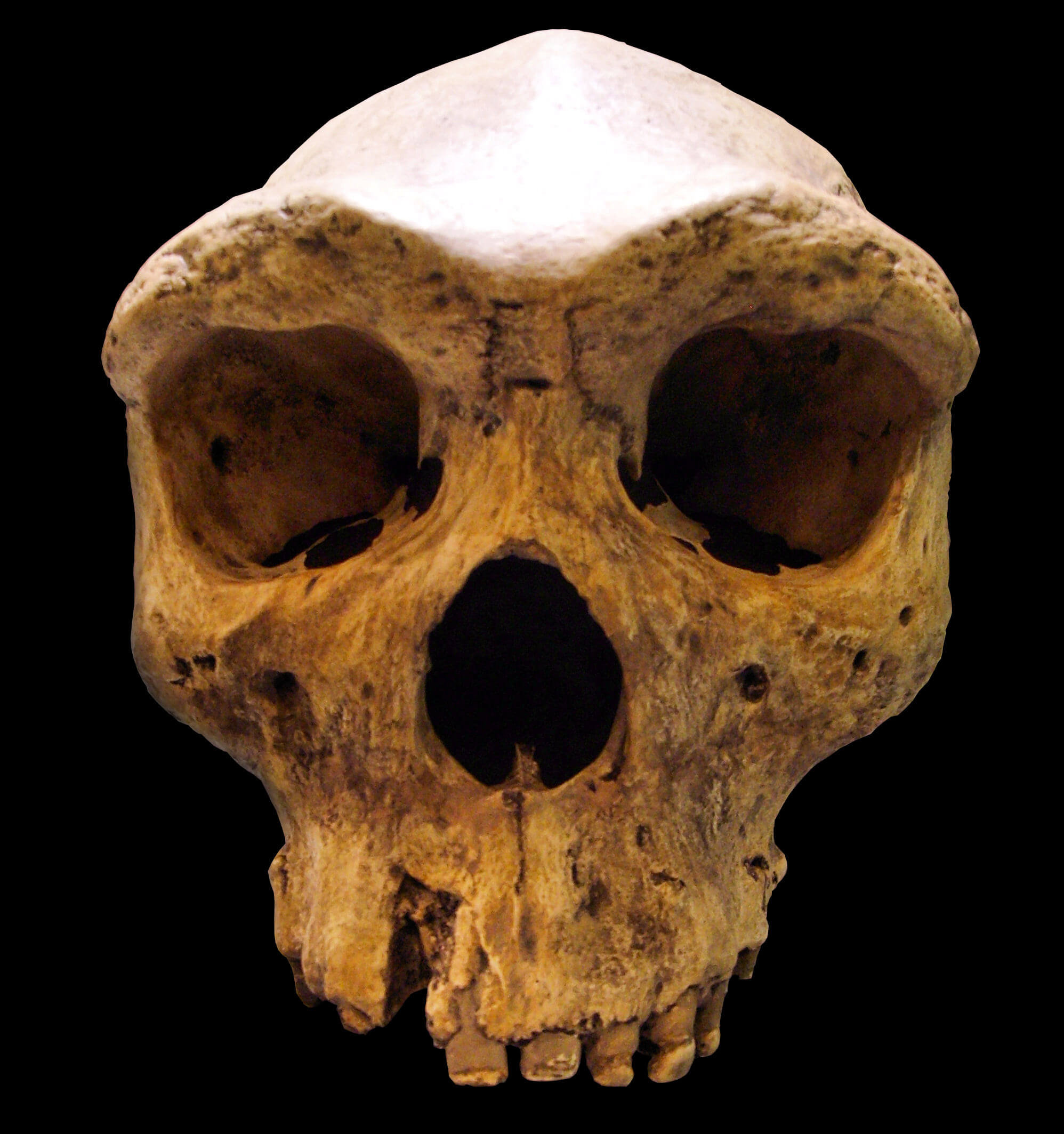
"Sọ Broken Hill 1" (hay Sọ Kabwe) Homo rhodesiensis: định tuổi là 130 Ka (theo định tuổi amino acid racemization) hoặc 800 đến 600 Ka (cùng thời với Homo erectus), tùy theo phương pháp định tuổi sử dụng.

Trong cổ nhân học, những giống Homo được nhóm lại thành một thể loại mở rộng của người cổ xưa (Archaic), trong giai đoạn bắt đầu từ 500 Ka BP (Ka: Kilo annum, ngàn năm; BP: before present, trước đây). Nó thường bao gồm Homo neanderthalensis (40-300 Ka), Homo rhodesiensis (125-300 Ka), Homo heidelbergensis (200-600 Ka), và do đó có thể bao gồm cả Homo antecessor (800-1200 Ka) .
Thể loại này tương phản với người hiện đại về giải phẫu, bao gồm Homo sapiens sapiens và Homo sapiens idaltu.
Người hiện đại được giả thuyết là đã tiến hóa từ người cổ xưa, những người lần lượt tiến hóa từ Homo erectus. Các giống người cổ xưa đôi khi được gộp vào nhóm tên nhị thức "Homo sapiens" vì kích thước bộ não của họ đã rất tương tự như của người hiện đại. Người cổ xưa đã có kích thước não trung bình 1.200-1.400 cm³, trùng với chỉ số của người hiện đại. Điều phân biệt Archaic với người hiện đại về giải phẫu ở chỗ có hộp sọ dày, gờ lông mày nổi bật và thiếu cái cằm nhô .
Người hiện đại về giải phẫu được coi là xuất hiện trong từ khoảng 200 Ka cho đến 70 Ka BP, khi xảy ra thảm họa Toba (xem thảm họa Toba). Giống Homo phi hiện đại là số đã sống sót cho đến sau 30 Ka BP, và dường như đến thời gần đây nhất thì là 10 Ka BP. Trong số này, nếu có, được bao hàm trong thuật ngữ "người cổ xưa" là một vấn đề về định nghĩa, và có sự khác nhau tùy theo tác giả. 
- Theo các nghiên cứu di truyền gần đây, người hiện đại có thể đã có lai giống với "ít nhất hai nhóm" của người cổ đại Neanderthal và người Denisova [3].
- Các nghiên cứu khác thì lại nghi ngờ về phụ gia này, và cho rằng nguồn gốc của các di truyền đánh dấu (genetic marker) chia sẻ giữa người cổ xưa và người hiện đại, là liên quan đến nguồn gốc tổ tiên chung, những đặc điểm có nguồn gốc hồi 500 Ka đến 800 Ka BP [4][5][6].

Một bằng chứng mới là cư dân Hang Hươu Đỏ (Red Deer Cave) ở Vân Nam, Trung Quốc được phát hiện năm 1979, gợi ý về một nhóm khác có thể là còn tồn tại đến gần đây nhất vào 11 Ka BP . Chris Stringer ở Bảo tàng Lịch sử Tự nhiên London cho rằng những người này có thể là một kết quả của sự giao phối giữa người Denisova và người hiện đại . Các nhà khoa học khác thì hoài nghi, và cho rằng những đặc điểm đó vẫn là trong các biến thể khả dĩ của quần thể người .

## Từ nguyên

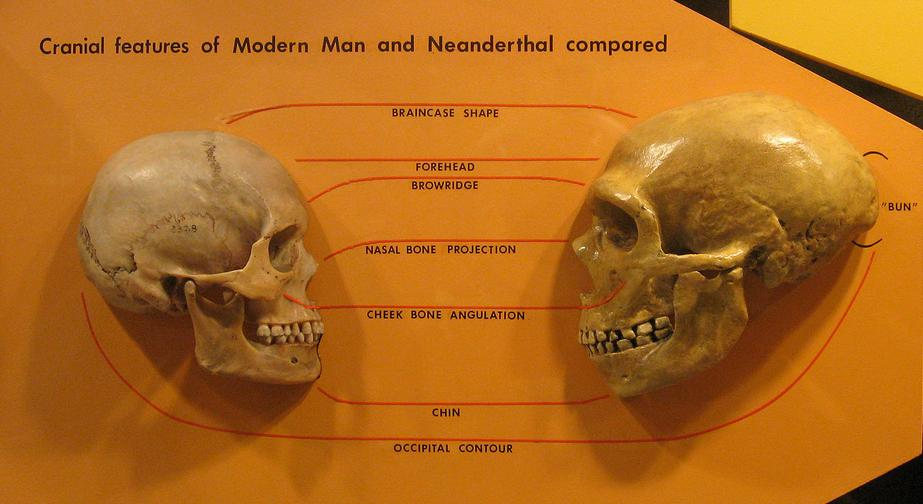
So sánh giải phẫu hộp sọ của người hiện đại về giải phẫu hay "người tinh khôn" (trái) và Homo neanderthalensis (phải)

Thể loại người cổ xưa hiện chưa có được định nghĩa thống nhất .
Theo một cách định nghĩa thì Homo sapiens là một loài duy nhất, bao gồm một số phân loài những người cổ xưa và người hiện đại. Theo định nghĩa này, con người hiện đại được gọi là Homo sapiens sapiens và archaics cũng được thiết kế với tiền tố "Homo sapiens". Ví dụ, người Neanderthal là Homo sapiens neanderthalensis, và Homo heidelbergensis là Homo sapiens heidelbergensis.
Cách phân loại khác không muốn xem xét archaics và người hiện đại như một loài duy nhất mà là các loài khác nhau. Trong trường hợp này, phân loại tiêu chuẩn được sử dụng, ví dụ: Homo rhodesiensis, hoặc Homo neanderthalensis .
Ranh giới phân chia người hiện đại với Homo sapiens cổ xưa và với Homo erectus là không rõ ràng. Các hóa thạch sớm nhất được biết đến của người hiện đại về giải phẫu như di cốt Omo (Ethiopia) là từ 195 Ka, Homo sapiens idaltu từ 160 Ka, và di cốt Qafzeh là từ 90 Ka, đều có khác biệt với người hiện đại. Tuy nhiên, những người hiện đại đầu tiên thể hiện có sự kết hợp của một số đặc điểm cổ xưa, chẳng hạn như các đường lằn chân mày vừa phải, nhưng không nổi bật.